# Taramundi
Taramundi es un concejo de Asturias, una parroquia de dicho concejo y una villa perteneciente a esta parroquia. La villa de Taramundi es la capital del concejo y está limitando con la provincia de Lugo.
Es uno de los municipios en los que se habla el eonaviego, lengua de transición entre el asturiano y el gallego.

## Geografía
El concejo limita al norte con San Tirso de Abres y Vegadeo, al este con Villanueva de Oscos y Vegadeo, al sur con Santa Eulalia de Oscos y Lugo, y al oeste con Lugo de nuevo. 
Desde el punto de vista geológico el territorio de Taramundi tiene las mismas características que todos los de la comarca, es decir, su suelo pertenece al siluriano con gran presencia de pizarras, apareciendo mezcladas con pequeñas muestras de cuarcitas y calizas. En las riberas del río Cabreira (Cabrera en castellano) se puede apreciar un pequeño pedazo de terreno aluvial, siendo la única zona donde aparece esta diferenciación del terreno.
Su topografía está conformada por montañas quebradas y escabrosas, mezcladas con diversos valles orientados en todas las direcciones y formados por los cuantiosos arroyos y riachuelos que bañan el municipio de Taramundi. El concejo representa a una figura casi ovalada delimitada por un conjunto de sierras y cordales. Así por el norte encontramos los cotos de Guiar, y más al este la sierra de Piedrafita con unas alturas que van desde los 600 a los 900 metros. También en su parte oriental y yendo hacia el sur divisamos la sierra de Ouroso, encontrando la cota máxima del concejo con 1033 metros. En su parte meridional tenemos las sierras de Sendiña al este y la de Teixedais al oeste, con alturas superiores a los 900 metros. Además de todo este conjunto de accidentes montañosos situado en sus zonas limítrofes, hay que destacar la sierra de Eirua, comprendida en su mitad norte y con elevaciones superiores a los 700 metros.
Su red hidrográfica está compuesta por numerosos arroyos y riachuelos que surcan todo el territorio y que bajan abundantes de aguas. De entre todos ellos destacaremos tres ríos. El Ouria, que discurre por la parte norte de la sierra de Eirua y forma el límite del concejo con Vegadeo y de este con San Tirso para llegar a desembocar en el río Eo. Los otros dos ríos son el río Turía y el Cabreira y bañan la parte meridional de Taramundi, recibiendo a su paso las aguas de diversos arroyos. Ambos se unen en la localidad de Mazo Novo, desembocando también en el Eo.
De su climatología hay que decir que Taramundi pertenece a una zona junto con Vegadeo y San Tirso en la que no se presentan grandes diferencias de temperaturas. Sin embargo, al estar algo alejado de la costa cantábrica y por la influencia de las montañas el invierno se hace más duro que otras zonas.
De acuerdo a los datos de la tabla a continuación y a los criterios de la clasificación climática de Köppen modificada Tineo tiene un clima oceánico de tipo Cfb (templado sin estación seca).
| Parámetros climáticos promedio de Taramundi en el periodo 1972-2003 | Parámetros climáticos promedio de Taramundi en el periodo 1972-2003 | Parámetros climáticos promedio de Taramundi en el periodo 1972-2003 | Parámetros climáticos promedio de Taramundi en el periodo 1972-2003 | Parámetros climáticos promedio de Taramundi en el periodo 1972-2003 | Parámetros climáticos promedio de Taramundi en el periodo 1972-2003 | Parámetros climáticos promedio de Taramundi en el periodo 1972-2003 | Parámetros climáticos promedio de Taramundi en el periodo 1972-2003 | Parámetros climáticos promedio de Taramundi en el periodo 1972-2003 | Parámetros climáticos promedio de Taramundi en el periodo 1972-2003 | Parámetros climáticos promedio de Taramundi en el periodo 1972-2003 | Parámetros climáticos promedio de Taramundi en el periodo 1972-2003 | Parámetros climáticos promedio de Taramundi en el periodo 1972-2003 | Parámetros climáticos promedio de Taramundi en el periodo 1972-2003 |
| Mes | Ene.                                                                | Feb.                                                                | Mar.                                                                | Abr.                                                                | May.                                                                | Jun.                                                                | Jul.                                                                | Ago.                                                                | Sep.                                                                | Oct.                                                                | Nov.                                                                | Dic.                                                                | Anual                                                               |
| --- | ------------------------------------------------------------------- | ------------------------------------------------------------------- | ------------------------------------------------------------------- | ------------------------------------------------------------------- | ------------------------------------------------------------------- | ------------------------------------------------------------------- | ------------------------------------------------------------------- | ------------------------------------------------------------------- | ------------------------------------------------------------------- | ------------------------------------------------------------------- | ------------------------------------------------------------------- | ------------------------------------------------------------------- | ------------------------------------------------------------------- |
| Temp. media (°C) | 7.2                                                                 | 8.1                                                                 | 9.4                                                                 | 10.1                                                                | 12.8                                                                | 15.6                                                                | 17.7                                                                | 18.2                                                                | 16.5                                                                | 13.2                                                                | 9.9                                                                 | 7.9                                                                 | 12.2                                                                |
| Precipitación total (mm) | 139.8                                                               | 110.8                                                               | 100.1                                                               | 127.6                                                               | 107.0                                                               | 65.5                                                                | 55.7                                                                | 56.7                                                                | 79.2                                                                | 145.3                                                               | 139.5                                                               | 149.0                                                               | 1276.2                                                              |
| Fuente: Ministerio de Agricultura, Alimentación y Medio Ambiente. Datos de precipitación para el periodo 1972-2003 y de temperatura para el periodo 1972-2003 en Taramundi (Lorido) |                                                                     |                                                                     |                                                                     |                                                                     |                                                                     |                                                                     |                                                                     |                                                                     |                                                                     |                                                                     |                                                                     |                                                                     |                                                                     |

En cuanto a su vegetación, en Taramundi todavía podemos apreciar algunas manchas de bosques de castaños, robles, abedules y algunas zonas de pinares y de eucaliptos, éstos en las partes bajas de la sierra de Guiar. Su fauna fluvial es la más rica, pudiendo encontrar en sus caudalosas aguas numerosos ejemplares de truchas.

## Historia
Los primeros signos que demuestran la existencia de vida humana en el concejo se remontan a tiempos epipaleolíticos, como lo demuestran los restos de las necrópolis tumulares hallados en las estribaciones de la Sierra de Ouroso y los montes de Pereira y Navallo.
De la época de dominación romana, quedan en el concejo diversos topónimos como los nombres de O Castro en Ouria y O Castros en Taramundi, que fueron habitados por egobarros, y que fueron fundados para trabajar las explotaciones auríferas en la zona. Durante el siglo pasado, y en relación con esta etapa histórica fueron halladas varias medallas de bronce correspondientes a la época de dominación del emperador Nerón.
De las épocas de la monarquía Asturiana, de la alta y Baja Edad Media, pocas cosas podemos aportar. Lo más destacable y verdaderamente más importante fue la pertenencia del concejo al poderoso y vasto territorio de Castropol hasta el siglo XV. Durante este tiempo todos los alcaldes, administradores y jueces de las distintas alcaldías pertenecientes a Castropol se reunían en el campo de Tablado donde recibían órdenes del poder episcopal. Pero toda esta dependencia de Castropol acabó con la desamortización llevada a cabo por el rey Felipe II a raíz de tener que sufragar los gastos acarreados por las distintas contiendas en las que estaba inmiscuida la corona Española. Por esta causa vende a las gentes de los pueblos las antiguas concejalías obispales, consumándose en Taramundi este hecho con la venta en 1584 de las parroquias de San Martín de Taramundi y San Julián de Ouria, adquiriendo la promesa de que nunca más sería separado de la corona. En junio de 1584 se eligieron un regidor y tres concejales, dos por Taramundi y uno por Ouria, que elaboraron las primeras leyes del concejo, contando para ello con la participación de varios vecinos comisionados. Algunas de estas ordenanzas estuvieron en vigor hasta el año 1783.
El siglo XVIII viene marcado por una incipiente y fructuosa industria ferrícola, como así lo demuestran los seis mazos de espalmar y las fraguas reconocidas en el catastro de Ensenada. En el siglo XIX esta industria sufre un proceso de cambio, teniendo que convertirse en una producción mucho más específica como consecuencia de la moderna siderurgia que se instala en el norte del país. Hoy en día todavía se trabaja en esta rama del trabajo, conservando viejas tradiciones y elementos que hacen que Taramundi produzca unas excelentes navaja y cuchillos, objeto de compra para el turismo que asome por aquí.

## Demografía
Taramundi cuenta con una población de 558 habitantes (INE 2024).
| Gráfica de evolución demográfica de Taramundi entre 1842 y 2021                                                     |
| |
| Población de derecho según los censos de población del INE Población de hecho según los censos de población del INE |

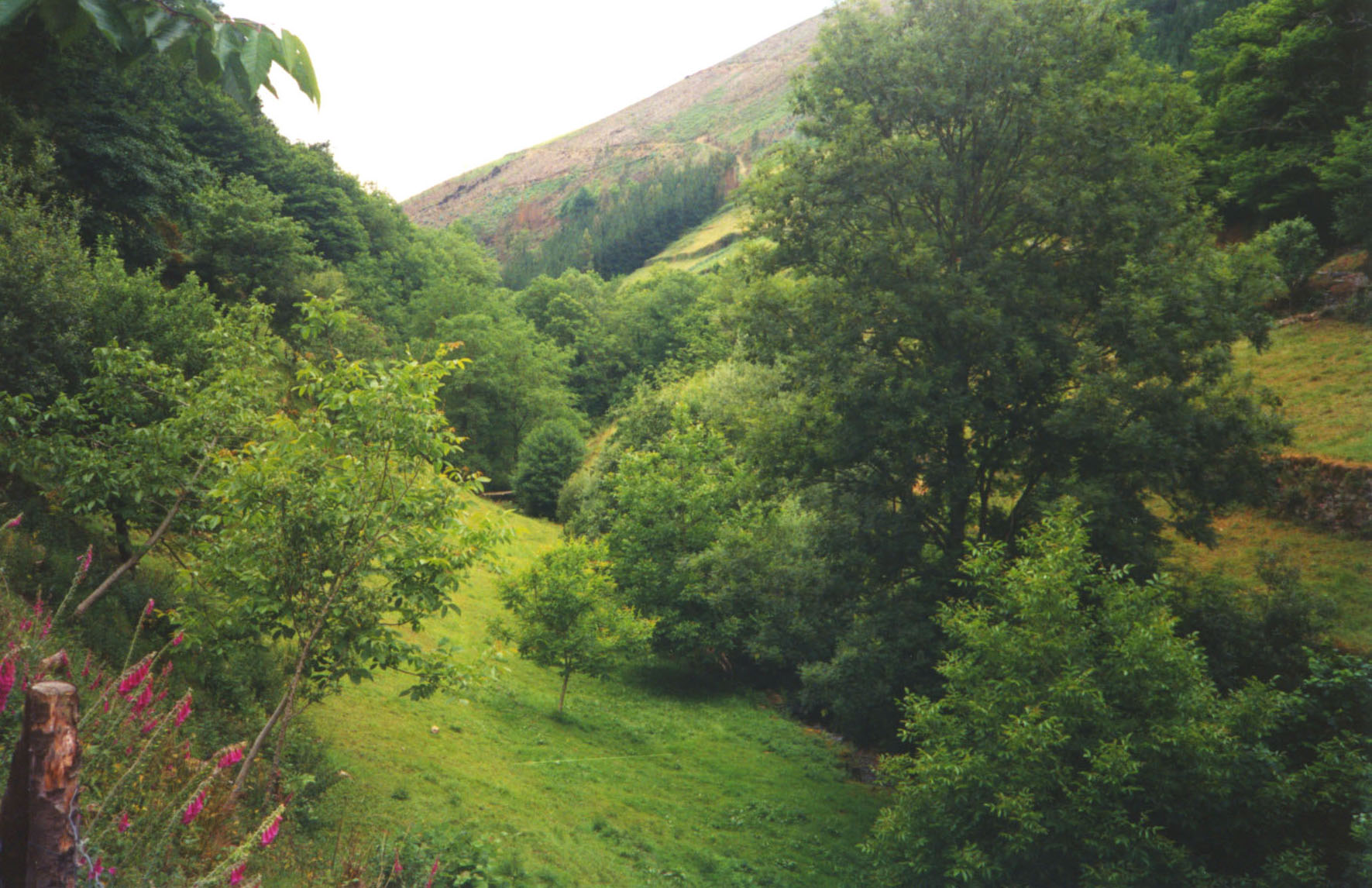
Paisaje de Taramundi

La tendencia mostrada por el concejo durante el último siglo en su evolución poblacional poco difiere de los de su alrededor, mostrándonos un progresivo despoblamiento de los núcleos rurales, que ponen en peligro algunas entidades poblacionales. Afortunadamente, en los últimos tiempos una esperanza se abre para toda esta comarca y ésta no es otra que la implantación de un turismo rural que anime a reactivar toda la zona, disfrutando en ella y con ella de sus maravillosos paisajes. Pero vamos a analizar las causas que originaron este paulatino decrecimiento. Sin duda alguna la emigración tuvo algo que ver en todo el proceso, produciéndose movimientos y salidas, a principios de la centuria pasada, hacia lugares ultramarinos en las Américas, y ya a mediados del siglo hacia las zonas más industrializadas de la región, siendo estas últimas las que verdaderamente afectaron al municipio. Con todo esto la estructura demográfica de Taramundi quedó bastante desequilibrada, presentando una pirámide de población inversa con mayoría de gente de más avanzada edad. En cuanto a la distribución de la población diremos que ésta se agrupa en cuatro parroquias que son las de San Pedro de Bres, San Julián de Ouria, San Martín de Taramundi y Nuestra Señora de las Nieves de Veigas, siendo la capital Taramundi, la única que supera el centenar de habitantes.

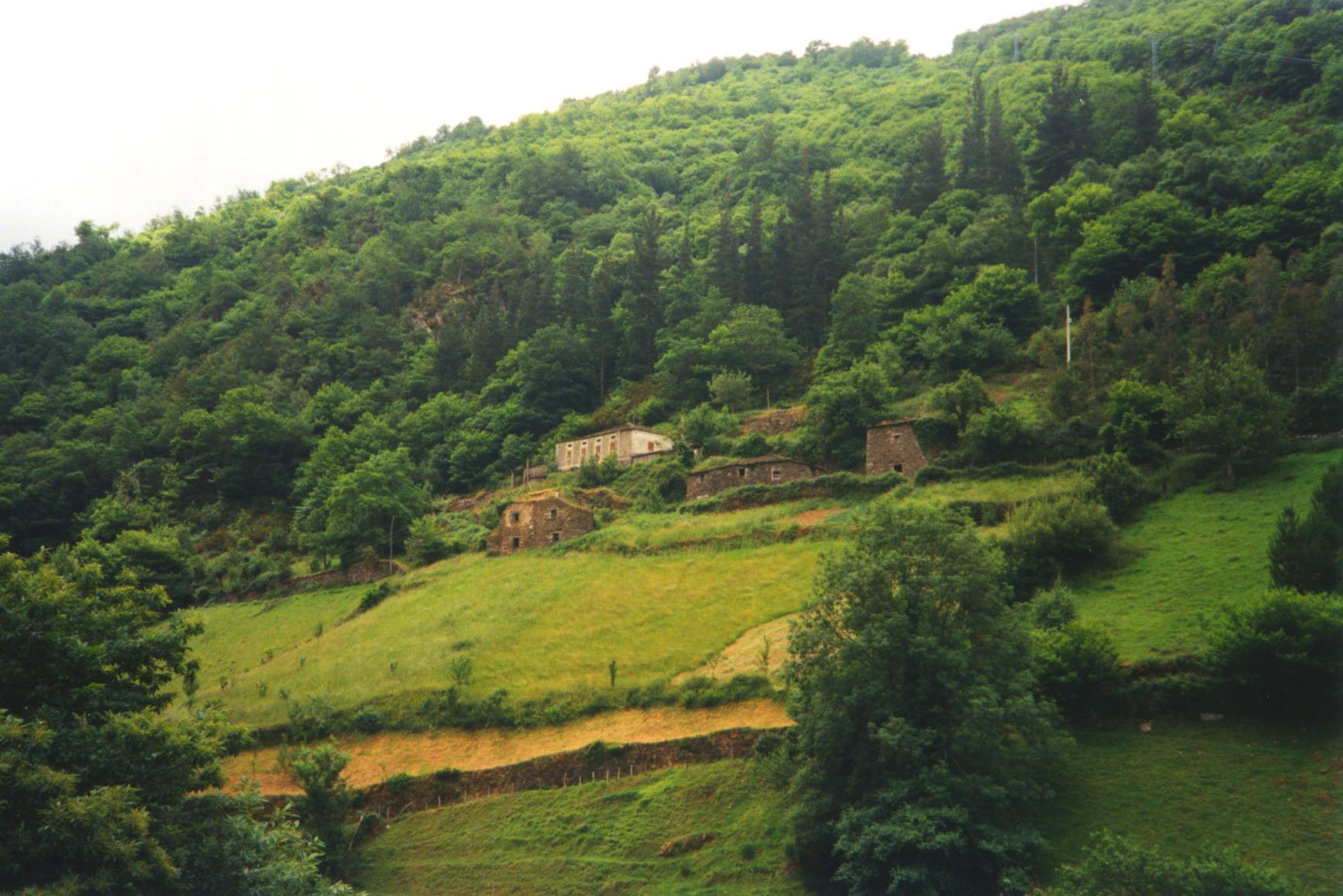
Paisaje de Taramundi

Dentro de la actividad económica en la zona hay que comentar que últimamente el sector primario ha ido perdiendo peso dentro de Taramundi, aunque todavía es el que más empleo nos ofrece con un 53,6% de la población activa. La mayoría de las explotaciones ganaderas locales trabajan con la cabaña vacuna, presentando un equilibrio entre las que se trabajan para la producción láctea y la cárnica. También es destacable la presencia de un buen número de cabezas porcinas.
El sector secundario y de la construcción representa al 21,06% de la población, siendo esta última actividad la que ha experimentado un mayor aumento durante estos últimos años, siguiendo la tónica general de toda la región. Tampoco hay que olvidarse de las alimenticias, desarrolladas recientemente con medidas potenciadoras de los recursos tradicionales y típicos de la zona. Hay que comentar del mismo modo la importante industria artesana cuchillería desarrollada en el concejo, que utilizó, y sigue usando molinos, mazos y batanes movidos por la fuerza del agua.
En cuanto al sector terciario, este genera a un total del 25,34% de los empleos locales, lo que representa un aumento cada vez mayor de este dentro de la repartición de los empleos en los tres sectores. Esto viene dado por la repercusión del turismo rural en todo el municipio, siendo pioneros en esta clase de disfrute, con la apertura del primer Núcleo de Turismo Rural en las antiguas dependencias parroquiales de La Rectoral, y los primeros apartamentos alquilables para turismo rural, que eran gestionados por una sociedad mixta en la que participaban el Gobierno del Principado de Asturias, el Ayuntamiento de Taramundi y un grupo de vecinos que buscaban lograr con el desarrollo turístico, la diversificación de actividades y la dinamización socioeconómica.

## Economía
Fue la pionera en España en turismo rural, arrancando este en el año 1984. Actualmente posee casas de aldea, hoteles y museos y conjuntos etnográficos, entre los que cabe destacar el "Conjunto Etnográfico de Teixois", el "Museo de los Molinos" de Mazonovo, el "Museo de la Cuchillería" de Pardiñas, y "La Casa del Agua" de Bres, así como la colección museográfica de "Esquíos" o el "Museo del Telar" en La Villa.

## Administración y política

### Gobierno municipal
En el concejo de Taramundi, desde 1979, el partido que más tiempo ha gobernado ha sido el PSOE, que lo hace desde 1983. El actual alcalde es Eduardo Lastra Pérez.
| Periodo   | Nombre                      | Partido | Partido                                    |
| --------- | --------------------------- | ------- | ------------------------------------------ |
| 1979-1983 | Eduardo Lastra Pérez        |         | Independiente                              |
| 1983-2003 | Eduardo Lastra Pérez        |         | Federación Socialista Asturiana (FSA-PSOE) |
| 2003-2007 | María Celia Prieto Cotarelo |         | Federación Socialista Asturiana (FSA-PSOE) |
| 2007-act. | Eduardo Lastra Pérez        |         | Federación Socialista Asturiana (FSA-PSOE) |

| Partido político    | Partido político                                                    | 1979   | 1983   | 1987   | 1991   | 1995   | 1999   | 2003   | 2007   | 2011   | 2015   | 2019   | 2023   |
| Partido político    | Partido político                                                    | Ediles | Ediles | Ediles | Ediles | Ediles | Ediles | Ediles | Ediles | Ediles | Ediles | Ediles | Ediles |
|                     | Federación Socialista Asturiana (FSA-PSOE)                          | —      | 7      | 7      | 7      | 6      | 5      | 5      | 6      | 6      | 6      | 5      | 5      |
|                     | Alianza Popular (AP)-Partido Popular (PP)                           | —      | 2      | —      | 2      | 3      | 2      | 2      | 1      | 1      | 1      | 2      | 2      |
|                     | Unión de Centro Democrático (UCD)-Centro Democrático y Social (CDS) | 4      | —      | 2      | —      | —      | —      | —      | —      | —      | —      | —      | —      |
|                     | Independientes                                                      | 5      | —      | —      | —      | —      | —      | —      | —      | —      | —      | —      | —      |
| Total de concejales | Total de concejales                                                 | 9      | 9      | 9      | 9      | 9      | 7      | 7      | 7      | 7      | 7      | 7      | 7      |

### Organización territorial
La capital del concejo es la villa de Taramundi, incluida dentro de la parroquia homónima. Es el núcleo de población más importante dentro de todo el concejo y conserva una gran cantidad y variedad de elementos naturales, arquitectónicos y etnográficos que hacen de ella parada obligada para cualquier turista que visite la comarca. Es aquí donde nació una clase de turismo muy arraigada actualmente, el turismo rural, con la reconstrucción para tal efecto de un complejo hotelero en La Rectoral, antigua casa parroquial.
Según el nomenclátor de 2008, el concejo de Taramundi comprende las Parroquias de:
- Bres
- Ouria
- Taramundi
- Veigas

## Cultura

### Dominio lingüístico
Taramundi es uno de los concejos del occidente asturiano donde se habla el eonaviego (o gallego-asturiano).

### Artesanía
Taramundi es famosa por su artesanía, siendo el primer municipio del Principado de Asturias, que junto con la Comarca de la Sidra, ha alcanzado la denominación de "Zona de Interés Artesanal" (Z.I.A.).
La denominación de Z.I.A. que otorga la Consejería de Industria del Principado de Asturias, es un reconocimiento a aquellas comunidades, en las que la artesanía tiene especial relevancia, tanto por el número y diversidad de artesanos, como por la repercusión que la citada actividad artesanal tiene sobre el PIB de ese lugar.

### Cuchillos y navajas

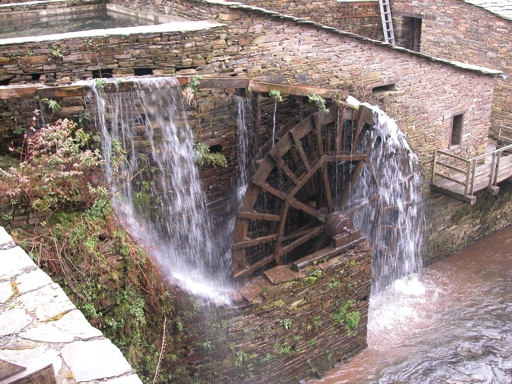
Noria del Mazonovo

Es especialmente conocida la artesanía de los denominados "ferreiros", es decir artesanos que se dedican a la fabricación de navajas y cuchillos con hojas de acero carbono forjadas tradicionalmente en pequeños talleres artesanales, y con mangos de madera de diferentes tipos, pero que tradicionalmente eran preferentemente de madera de boj, con un decorado realizado manualmente con goma-laca, dibujando formas geométricas y utilizando colores que caracterizaban y marcaban el estilo propio de cada artesano. Actualmente se realizan también muchas piezas en acero inoxidable, y con materiales diferentes en los mangos, incorporando incluso metales preciosos hasta llegar a la realización de auténticas piezas de joyería.
El Ayuntamiento de Taramundi, ha editado un libro titulado "Acero en las Venas", cuyo autor Rafael Utrilla Barbeito, realiza un recorrido por este especial vínculo que el municipio ha tenido y tiene con la cuchillería, convirtiéndose además en un documento único como "tratado" sobre las técnicas, materiales, piezas y artesanos, que a lo largo de la historia ha habido en Taramundi.

### Telar
Tiene especial relevancia también la artesanía de telar, y cuenta con una escuela de Telar Tradicional, y artesanas que fabrican tapices, alfombras, y diversas piezas realizadas con técnicas y teñidos tradicionales.

### Cuero
La artesanía de cuero tiene menor relevancia en la actualidad, pues se utiliza fundamentalmente para la elaboración de complementos, como las fundas de los cuchillos y navajas, siendo en muchos casos realizados dichos trabajos por los mismos artesanos que trabajan y forjan las piezas de cuchillería.

### Agroalimentación
Destaca la industria artesanal agroalimentaria, siendo muy conocido el tradicional "Pan de Taramundi", y la elaboración artesanal de mermeladas y licores.
No nos podemos tampoco olvidar del Llagar, que es el primero y único que se creó en esta zona del Occidente asturiano, donde la sidra no era uno de los productos más habituales hasta hace unos años.
Los quesos elaborados en una quesería artesanal, con leche de cabra, de oveja y vaca, queso de Taramundi, produciendo diferentes tipos y con diferentes sabores según el grado de maduración y el tipo de leche empleado, siendo especialmente llamativo un tipo de queso elaborado con leche de cabra y frutos secos.

### Patrimonio
Dentro del patrimonio conservado en el concejo, hay que destacar que Taramundi sobresale más por su patrimonio etnográfico que por el artístico propiamente dicho. Aun así tiene diversas construcciones de consideración.
Dentro de las edificaciones religiosas hablaremos de la iglesia parroquial de San Martín de Taramundi, fundada en el siglo XVIII, y estructurada en tres naves separadas por arquerías y con tres retablos dorados y polícromos. De estos retablos el que más llama la atención es el retablo mayor, que es de estilo barroco. Los otros dos son de un estilo transitorio entre el rococó y el neoclásico. Estos últimos están dedicados al Cristo Crucificado y a la Dolorosa. Otro de los elementos pertenecientes a esta iglesia es la torre campanario, la cual conserva en una de sus hornacinas una imagen de San Martín Obispo.
Otro de los templos de interés del concejo es la iglesia parroquial Nuestra Señora del Carmen en San Julián de Ouria, que contiene dos espadañas, colocadas una a los pies y la otra sobre la sacristía. Su elemento más importante es la imagen de la Virgen del Carmen, situada en el retablo del presbítero y que nos enseña diversas muestras de la etapa barroca. También cuenta con un reloj solar del año 1770, realizado en pizarra y colocado en el muro exterior.
De su arquitectura civil y popular departiremos en primer lugar del poblado protohistórico de Os Castros, situado en las proximidades de las aguas de los ríos Turía y Cabreira.
En la capital podemos encontrar un emplazamiento singular que es la antigua Casa Rectoral, construida en el siglo XVIII, y que es la típica edificación palaciega asturiana, donde podemos observar la suma y compendio de los estilos populares que se dan en la comarca. En su construcción se ha utilizado uno de los materiales típicos de la zona occidental y que es la pizarra, cuyo uso se puede ver en cubierta y paredes. Hoy en día es un establecimiento hotelero de lujo y que ha sido uno de los precursores del turismo rural en todo el Principado. La arquitectura indiana también tiene su representación en Taramundi, siendo la antigua escuela de Bres su ejemplo más característico.
Por último, hay que destacar la importancia de un elemento fundamental para la existencia humana, como es el agua y que ha servido y sirve actualmente para el mantenimiento de una importante y atractiva industria artesana de cuchillería, conservándose en buen estado los mazos de Aguillón y Teixois. Este último se encuentra a unos 4 km de la villa, y conserva dentro de sus edificaciones, un molino, martinete, una rueda de afilar y una pequeña central eléctrica, todo ello movido por energía hidráulica.

### Os Teixois
El conjunto etnográfico de Teixois fue abierto al público en 1980. Está situado junto a un pequeño río y consta de una serie de instalaciones que todas funcionan. Tiene mazo, molino, batán, piedra de afilar y hasta una pequeña central eléctrica que lo alimenta. La maquinaria es rudimentaria. Está reconstruido en lo que fue necesario y preparado para visitas turísticas.

### Mazonovo
El mayor museo de molinos de España se encuentra en Mazonovo, a 400 metros de la villa de Taramundi caminando y 1 km por carretera. Se haya enclavado en un paraje de singular belleza, a orillas de los ríos Cabreira y Turía, guardando una perfecta sintonía con el entorno.
Los antiguos molinos han sido recuperados, con la intención de dar a conocer utensilios e ingenios de nuestros antepasados y las actividades relacionadas con ellos; en el que el visitante se convierte en el verdadero protagonista del museo, ya que la mayoría de los molinos, necesitan de su manipulación para ponerlos en funcionamiento.
Pero sus restauradores han ido todavía más lejos y han instalado una serie de reproducciones de molinos, desde el más antiguo conocido hasta el de nuestros días, para poder ver cómo ha evolucionado la molienda a lo largo de los tiempos.
Aliados a estas reproducciones se sitúan unos cajoncitos con trigo, para que el visitante pueda moler y comprobar el esfuerzo que suponía la molienda en tiempos ancestrales.
En el museo existen 19 molinos: 8 manuales, 6 hidráulicos, 3 específicos para niños y 2 especiales (Estos dos últimos a tamaño natural, pero expuestos en condiciones ideales, para la compresión de los diferentes elementos de estos ingenios). Se completa la visita al museo con un paseo exterior, vitrinas de elementos relacionados con los molinos y paneles informativos.

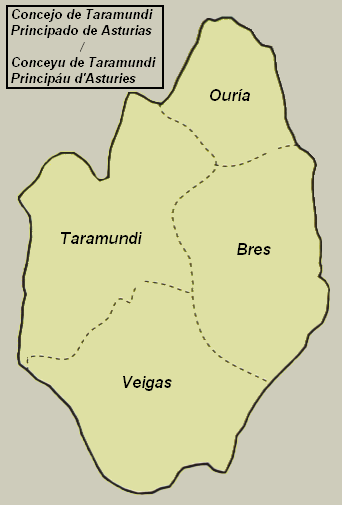
Mapa parroquial de Taramundi

### Turismo
Taramundi forma parte parcialmente del Valle del Turía, uno de los principales destinos de turismo rural en España y cuya actividad genera un alto porcentaje de la población local.
El Valle del Turía cuenta con una excelente infraestructura para el turismo rural incluyendo el turismo ecológico, turismo cultural y turismo activo con más de 10 rutas oficiales de senderismo que permiten explorar y vagar por los mágicos bosques, sendos ríos y pintorescas montañas de la comarca.
La comarca es una zona de inmensa belleza natural para el deleite de aquellos que buscan realizar turismo natural. De hecho el valle es parte de la Reserva de la Biosfera del Eo reconocida por la UNESCO por la labor de los vecinos de la zona a favor del desarrollo socioeconómico sostenible que favorece el crecimiento respetando la conservación de los paisajes, los ecosistemas, las especies y la diversidad genética que les han hecho merecedores de la distinción.
Los valores paisajísticos de esta zona son innegables, pero sobre todo destaca su trayectoria histórica de acción social y económica, así como de conservación del patrimonio.
El patrimonio del Valle cuenta con más de 60 edificios religiosos, como la famosa iglesia de San Martín de Taramundi fundada en el siglo XVIII.
El clima en la región es agradable durante todo el año. Como el resto del norte de España, el clima es más variable que el sur de España y se caracteriza por un clima atlántico. La temperatura media en verano es generalmente de alrededor de 26 °C. La temperatura media en invierno es de 8 °C (12 °C en el día y 4 °C en la noche).

### Ruta de Agua
Desde Taramundi, pasando por Mazonovo, La Granda, Cascada, Esquíos, Veigas, Teixois, Mazonovo, y llegando otra vez a Taramundi. Es un recorrido de 14 km. A lo largo de esta ruta se pueden visitar tres puntos importantes

### Caserío de Esquíos
Es una aldea del concejo de Taramundi habitada tradicionalmente por familias de ferreiros (herreros). Algunas de estas familias fueron inmigrantes desde Italia pasando por el País Vasco. Algunas casas están habilitadas como pequeño museo donde se muestran utensilios y herramientas (más de mil) de gran interés cultural y en proceso de extinción.
Se sale de Taramundi por la pista que llega hasta Teixois. Primero se llega a Mazonovo. Se cruza el puente sobre el río Cabreira, subiendo a continuación por un camino de hormigón y después por una desviación a la derecha hasta llegar al Caserío de La Granda. Siguiendo en dirección al río, se cruza por el puente de la Escaderna hasta alcanzar la carretera que conduce a Esquíos. Siguiendo la pista se llega a una señal que indica el desvío a la Cascada. Se retrocede a la pista y se llega de nuevo a Esquíos. Allí hay dos opciones: cruzar hasta Teixois o seguir por el camino hasta llegar a Veigas.
El camino hasta Veigas está rodeado de robles, castaños y abedules. En Veigas se puede visitar la iglesia de las Nieves. Junto a la iglesia está la pista que conduce a Teixois y desde allí se puede prolongar la excursión desviándose hasta el pueblo abandonado de Las Mestas. El regreso hasta el punto de partida (Taramundi) es desde Teixois.

### Ruta de los Ferreiros
Desde Taramundi hacia el sur pasando por Mazonovo (o Mazo Novo), Vega de Zarza, Mousende y regreso a Taramundi por la carretera.
El camino hasta llegar a Mazonovo es estrecho y de piedra. La ruta cruza el río Cabreira y después el río Turia y transcurre por un sendero paralelo al río; es una zona de castaños, alisos, robles y fresnos. La ruta continúa tras cruzar el arroyo de la Valiña hasta llegar al caserío de Pasatempo donde vuelve a cruzar el río y se coloca a su margen derecha. Llega hasta Vega de Zarza que es un pueblo de arquitectura popular. Desde Vega de Zarza se llega a Mousende donde se pueden visitar los talleres artesanos de varias familias de ferreiros (herreros). Lo más tradicional de estos talleres es la fabricación de navajas y cuchillos. Desde Mousende la ruta se dirige a los caseríos de La Garda, Vilanova y Cabaniñas. En estos dos caseríos también hay artesanos ferreiros.

### Ruta de Sol y Sombra
Desde Taramundi, en dirección norte, pasando por Lourido, Piñeiro, Aguillón, Llan, Vega de Llan hasta regresar a Taramundi.
Después de atravesar una zona con gran variedad de árboles el camino desciende hasta llegar a una pista que llevará a Piñeiro. Al llegar al indicador de Lourido, el camino tuerce a la derecha y se adentra en el pueblo. Atravesando Lourido la ruta sigue por la carretera y llega hasta Piñeiro de Arriba donde se pueden ver construcciones típicas de la zona, con sillería en la entrada principal, patio central, hórreo y cabazo. El camino desciende y sale del pueblo en dirección a Aguillón donde entra por la parte alta. Allí se puede ver un palomar octogonal, ejemplar muy raro en estas zonas. Después de atravesar la carretera se puede ver un mazo junto al río. El camino atraviesa este por un puente de madera junto a la capilla de san Blas. La pista conduce a Llan y después de atravesar de nuevo el río Cabreira por un puente de pizarra de cierto interés llega a Vega de Llan donde hay artesanos ferreiros y otros que fabrican queso. En este pueblo se puede visitar la capilla de san Roque, en la parte más alta. Desde allí, la ruta regresa a Taramundi.

### Fiestas
Entre sus fiestas están:
- En Taramundi: Fin de semana próximo al 19 de marzo la fiesta de San José.
- En Bres: San Pedro el 27 de julio.
- En Ouria: Virgen del Carmen el 16 de julio y San Julián la primera semana de enero (día 7).

Además en la parroquia de Taramundi se va rotando la fiesta del Corpus Christi cada año en un pueblo o grupo de pueblos pertenecientes a la parroquia coincidiendo cada 11 años en el mismo pueblo, la rotación es la siguiente.
1. Taramundi y Río del Louro
2. Pardiñas y Pereiro
3. Cancelos y Arredondas
4. Abraído y Chao del Monte
5. Lourido y Piñeiro
6. Aguillón
7. Llan y Vega de Llan
8. Valín y Nogueira
9. Mazonovo, Nío y Sacada
10. Les y Calvín
11. Vega de Zarza y Mousende